# 西安南站
西安南站是西安铁路枢纽规划的一座客运火車站，位于西安市长安区侧坡村。

## 簡介
(新)西安南站，计划选址西安市长安区侧坡村，是西渝高铁、西武高铁、西成高铁、西康高铁、西长高铁及关中城际铁路网的中心枢纽车站之一。未来将成为亚洲地区八纵八横大型交通客运枢纽站，是西安铁路客运枢纽“东西南北中”布局的高铁站之一。该车站预计接入西安地铁6号线、12号线、16号线、23号线。按照中国铁路发展规划，西安站、西安北站、(新)西安南站、西安东站将成为未来西安铁路客运交通的四大中心站场。
其中，地铁6号线西安南站于2024年9月26日开通，原西康铁路西安南站在此之前已更名为引镇站。